# PowerPoint-Karaoke
Pour les articles homonymes, voir PPK (homonymie).

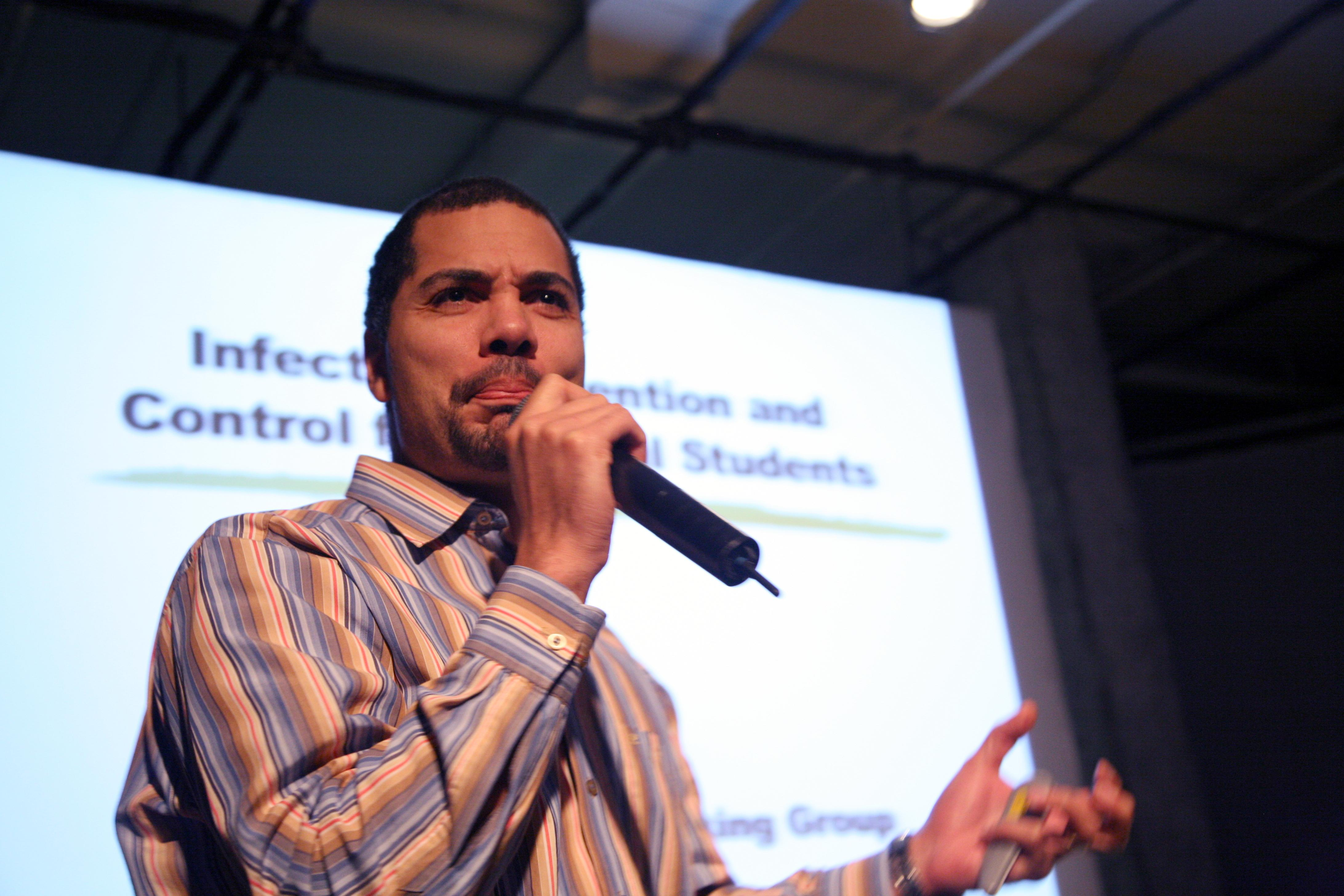
Cet homme participe peut-être à Un PowerPoint-Karaoke.

Le PowerPoint-Karaoke (PPK) est une activité d'improvisation dans laquelle un participant doit donner une présentation sur un diaporama qu’il n'a jamais vu avant. Le nom est dérivé du logiciel de présentation Microsoft PowerPoint et du karaoké. Cette activité à but comique peut être considérée comme une forme d'improvisation théâtrale ou encore de match d'improvisation. 

## Description
Le Powerpoint-Karaoke est né à Berlin en janvier 2006 en tant que création de la Zentrale Intelligenz Agentur, un collectif d'écrivains et d'artistes berlinois. Il existe une variation de ce jeu appelée où le participant s'éloigne de la scène pendant que d'autres personnes montent une présentation devant un auditoire ; lorsqu'il revient sur scène, il doit présenter le diaporama sans jamais l'avoir vu au préalable.
La présentation peut être un diaporama sur un sujet obscur, un ensemble de diapositives issus de différentes présentations devenant incompréhensibles ensemble, ou encore des diapositives qui sont incompréhensibles (une image issue du web ajoutée à un texte qui n'a pas de rapport dans certains cas). Certaines fois, l'animateur donne un thème à l'avance qu'il faut faire correspondre et raccorder avec toutes les diapositives.
Le terme « Powerpoint-Karaoke » est parfois utilisé avec dérision pour désigner les présentateurs faisant face à l'écran où les diapositives du Powerpoint sont projetées pour en lire leur contenu d'une manière ennuyeuse tout en ignorant leur public. 
Le Museo de Arte Contemporáneo de Monterrey (en) (MARCO) a présenté une exposition qui portait sur le PowerPoint-Karaoke en juin 2011.